# Wootton (Bedfordshire)
Wootton – wieś w Anglii, w hrabstwie ceremonialnym Bedfordshire, w dystrykcie (unitary authority) Bedford. Leży 7 km na południowy zachód od centrum miasta Bedford i 72 km na północny zachód od centrum Londynu. W 2001 miejscowość liczyła 4230 mieszkańców.